# Jodāqayah
Jodāqayah (persiska: جُدا قايِه, جُدَ غَيِه, جِداقَيِه, جُدا قِيِه, جداقيه, Jodā Qāyeh) är en ort i Iran.   Den ligger i provinsen Kurdistan, i den nordvästra delen av landet, 300 km väster om huvudstaden Teheran. Jodāqayah ligger 1 875 meter över havet och antalet invånare är 207.
Terrängen runt Jodāqayah är platt åt sydväst, men åt nordost är den kuperad. Runt Jodāqayah är det ganska tätbefolkat, med 58 invånare per kvadratkilometer. Närmaste större samhälle är Delbarān, 9,9 km nordväst om Jodāqayah. Trakten runt Jodāqayah består i huvudsak av gräsmarker.